# Wojciech Banach
Wojciech Banach (ur. 31 sierpnia 1953 w Bydgoszczy, zm. 20 września 2022 tamże) – polski poeta, inżynier elektryk oraz kolekcjoner.

## Życiorys
Był absolwentem Technikum Mechaniczno-Elektrycznego w Bydgoszczy. Ukończył elektrotechnikę na Akademii Techniczno-Rolniczej. Od ukończenia studiów w roku 1978, pracował jako konstruktor w Famor S.A. (dawniej: Zakłady Urządzeń Okrętowych Famor) w Bydgoszczy.
Jako poeta debiutował trzema wierszami na łamach miejscowego tygodnika społeczno-kulturalnego Fakty (1976). W Bydgoszczy i w Gdańsku wydał szereg tomików wierszy. W latach 1975–1981 był członkiem Grupy Faktu Poetyckiego Parkan i Koła Młodych ZLP, od roku 1990 był członkiem Stowarzyszenia Pisarzy Polskich, a od 2011 roku pełnił funkcję prezesa Bydgoskiego Oddziału Stowarzyszenia Pisarzy Polskich.
W roku 1977 zdobył III nagrodę w konkursie Socjalistycznego Związku Studentów Polskich Uniwersytetu Mikołaja Kopernika w Toruniu i Koła Młodych ZLP. Rok później (1978) został laureatem XIX Ogólnopolskiego Turnieju Poezji Społecznie Zaangażowanej Czerwona Róża. W plebiscycie bydgoskiej redakcji Gazety Wyborczej został wybrany Artystą Roku 2002 w dziedzinie literatury, w roku 2005 był laureatem Nagrody Artystycznej Prezydenta Bydgoszczy, a w roku 2007 odznaczony został Srebrnym Krzyżem Zasługi. W latach 2009 i 2015 był laureatem Złotej Strzały Łuczniczki – nagrody literackiej Prezydenta Miasta za najlepszą bydgoską książkę ubiegłego roku, a w 2016 roku został nagrodzony Medalem „Za Twórczy Wkład w Kulturę Chrześcijańską”. W 2019 roku uhonorowany został Brązowym Medalem „Zasłużony Kulturze Gloria Artis”. Promocja istotnej części twórczości Banacha odbywała się także w bydgoskim niezależnym centrum kultury – Galerii Autorskiej Jana Kaji i Jacka Solińskiego. Jego poezja prezentowana była również za granicą w polonijnym ośrodku kulturalnym Salon Kultury Polskiej w Edynburgu oraz publikowana w polonijnej prasie – Polskim Magazynie w UK. Członek kapituły Nagrody Poetyckiej im. Kazimierza Hoffmana „KOS”.
Pochowany na Cmentarzu Trójcy Świętej w Bydgoszczy.

## Kolekcjonerstwo
Gromadził bydgostiana, głównie pamiątki historyczne w formie dawnych fotografii i pocztówek. Pod patronatem władz miejskich i szeregu innych lokalnych sponsorów, korzystając z własnej kolekcji starych pocztówek opublikował 3 obszerne albumy poświęcone widokom miasta oraz – poczynając od roku 1995 – szereg zestawów reprintów bydgoskich widokówek (głównie w Wydawnictwie Galeria Autorska, wcześniej Wydawnictwo Labirynt), które są cennym źródłem ikonograficznym. Zgromadził także unikatową kolekcję archiwalnych pocztówek patriotycznych, obejmujących tematyką czasy zaborów, kolejnych powstań oraz okres II RP – z najstarszymi egzemplarzami pochodzącymi z początków XIX wieku. Brał udział w licznych wystawach widokówek, prezentacje jego zbiorów zostały włączone w program obchodów 100-lecia Odzyskania Niepodległości. Był członkiem założycielem Ogólnopolskiego Klubu Filokartystów z siedzibą w Warszawie.

## Wybór publikacji

### Poezja
- Chwilowy obraz świata, Zarząd Wojewódzki ZSMP (Związku Socjalistycznej Młodzieży Polskiej), Bydgoszcz 1977[2]
- Pole rażenia, Wydawnictwo Morskie, Gdańsk 1978
- Slalom, Kujawsko-Pomorskie Towarzystwo Kulturalne, Koło Młodych ZLP (Związku Literatów Polskich), Bydgoszcz 1980
- Symultana, Wydawnictwo Morskie, Gdańsk 1981, ISBN 83-215-9173-6
- Czarna skrzynka, Ośrodek Kultury Regionalnej (Biblioteka Oddziału Bydgosko-Toruńskiego Stowarzyszenia Pisarzy Polskich), Bydgoszcz 1991
- Było nas kilku, wiersze Wojciech Banach, obrazy Leszek Goldyszewicz, Galeria Autorska Jana Kaji i Jacka Solińskiego, Bydgoszcz 1997, ISBN 83-905855-9-6
- Skrzyżowanie, Kujawsko-Pomorskie Towarzystwo Kulturalne, Bydgoszcz 1998, ISBN 83-85327-49-5
- Punkty wspólne, Galeria Autorska Jana Kaji i Jacka Solińskiego, "Labirynt", Bydgoszcz 2000, ISBN 83-909108-8-8
- Wybór wierszy, wyd. Margrafsen, Bydgoszcz 2004, ISBN 83-89734-21-4
- Odgrodzony przez przypadki, wyd. Multigraf, Bydgoszcz 2008
- Nie tylko aniołowie, Galeria Autorska Jana Kaji i Jacka Solińskiego, Bydgoszcz 2009[5][25]
- Mężczyzna z sąsiedniej klatki, Biblioteka Oddziału Bydgoskiego SPP, Bydgoszcz 2010[5]
- Rondo Bydgoszcz, Galeria Autorska Jana Kaji i Jacka Solińskiego, Bydgoszcz 2012[5][26][27]
- Odwrócona piaskownica, Meander, Więcbork 2013[5]
- Czas przestawienia, Galeria Autorska Jana Kaji i Jacka Solińskiego, Bydgoszcz 2014[5][28]
- Modlitwy przerywane, Galeria Autorska Jana Kaji i Jacka Solińskiego, Bydgoszcz 2016[5][29][30]
- Śmierciochron, Bydgoszcz, Galeria Autorska Jana Kaji i Jacka Solińskiego, 2017[31][32]
- Strzępy i pąki, Bydgoszcz, Galeria Autorska Jana Kaji i Jacka Solińskiego, 2018[33][34][35]
- Plac Piastowski i inne wiersze, Bydgoszcz, Galeria Autorska Jana Kaji i Jacka Solińskiego, 2018 (publikacja wydana z okazji 100-lecia odzyskania Niepodległości przez Polskę)[20][36][23][16]
- Warkocz, Bydgoszcz, Wydawnictwo Pejzaż, 2020, ISBN 978-83-65819-48-2[37]
- Mecz z realem, Biblioteka "Toposu", Sopot 2021[38]

### Inne
- Czas odnaleziony. Bydgoszcz na dawnych pocztówkach (1894-1945), Bydgoszcz, Galeria Autorska Jan Kaja, Jacek Soliński, 2001, ISBN 83-914388-2-1
- Nad Starym Bydgoskim Kanałem. Na podstawie dawnych pocztówek i fotografii, Bydgoszcz, Muzeum Kanału Bydgoskiego, 2007, ISBN 83-918607-8-7
- Pozdrowienia z dawnej Bydgoszczy, (Album), Wydawnictwo Pejzaż, 2020, ISBN 978-83-65819-50-5

### Publikacje w antologiach
- Bydgoski Kurier Poetycki, galeria faktu poetyckiego „Parkan”, Bydgoszcz 1976[2]
- Wyszywanka, antologia młodej poezji Bydgoszczy i Czerkas, red. L. Chmielkowski, S. Pastuszewski, Kujawsko-Pomorskie Towarzystwo Kulturalne, Bydgoszcz 1977, s. 11
- Zbliżenia, galeria poezji, red. M.Bart-Kozłowski, Zarząd Wojewódzki ZSMP (Związku Socjalistycznej Młodzieży Polskiej), Kujawsko-Pomorskie Towarzystwo Kulturalne, Bydgoszcz 1978
- MOJE MIASTO Bydgoszcz w wierszach i fotogramach, K-PTK, Bydgoszcz 1996
- Arka poezji, I.W. Świadectwo, Bydgoszcz 1998
- Droga do Ashramu, Antologia poezji kontrkulturowej, I.W. Świadectwo, Bydgoszcz 1998
- Pociąg do poezji. Intercity, antologia wierszy współczesnych z motywem podróży, Kutno 2011
- WĘZŁY, SUKIENKI, ŻAGLE. NOWA POEZJA, OJCZYZNA I DZIEWCZYNA, Antologia wierszy współczesnych, Kutno 2013[39]
- Metafora Współczesności, Antologia Bożonarodzeniowa, Międzynarodowa Grupa Literacko-Artystyczna „Kwadrat”, Ridero 2016
- Pociąg pośpieszny WITKACY do Zakopanego, Almanach, Pomorski projekt poetycki PANTOGRAF, 2019[40]
- Antologia smoleńska II. 96 wierszy, Stowarzyszenie Solidarni 2010, Łódź – Warszawa – Wrocław 2020.